# Abomey
Abomey és una ciutat de Benín. Antigament fou la capital del regne de Dahomey, integrat a la colònia de Dahomey que després va esdevenir la República de Dahomey (1960–1975), precursora de l'estat actual de Benín. El regne es va establir cap al 1625. La comuna comprèn una àrea de 142 quilòmetres quadrats i el 2002 tenia 78.341 habitants.

## Els palaus reials d'Abomey
Els palaus reials d'Abomey són un grup d'estructures de terra construïdes pel poble Fon entre la meitat del segle xvii i finals del segle xix. Són un dels indrets amb més significació històrica de l'Àfrica occidental i són reconeguts com a Patrimoni de la Humanitat per la UNESCO.

## Demografia
| Any              | Població |
| ---------------- | -------- |
| 1860             | 24.000   |
| 1979             | 38.412   |
| 1992             | 65.725   |
| 2002             | 77.997   |
| 2008 (estimació) | 87.344   |